# Dai Dai Ntab
Dai Dai Ntab (* 17. August 1994 in Amsterdam) ist ein niederländischer Eisschnellläufer.

## Werdegang
Ntab hatte seinen ersten internationalen Erfolg bei den Juniorenweltmeisterschaften 2014 in Bjugn. Dort gewann er die Bronzemedaille im 2 × 500-m-Lauf und errang zudem den zehnten Platz über 1000 m. Im November 2014 debütierte er in Seoul im Eisschnelllauf-Weltcup und belegte dabei den ersten Platz im B-Weltcup über 500 m und den neunten Platz im A-Weltcup über 500 m. In der Saison 2016/17 holte er mit insgesamt drei Siegen jeweils über 500 m in Astana und in Stavanger seine ersten Weltcupsiege und gewann damit den Weltcup über 500 m. In der folgenden Saison erreichte er mit sieben Top-Zehn-Platzierungen über 500 m, darunter Platz drei in Salt Lake City und Rang zwei in Minsk den achten Platz im Weltcup über 500 m. In der Saison 2018/19 wurde er zweimal Zweiter im Teamsprint und einmal Dritter über 500 m und bei den Einzelstreckenweltmeisterschaften 2019 in Inzell Achter über 500 m. In der folgenden Saison kam er über 500 m fünfmal unter den ersten Zehn, darunter Platz drei in Minsk und errang damit den siebten Platz im Weltcup über 500 m. Bei den Europameisterschaften 2020 in Heerenveen gewann er die Silbermedaille über 500 m und bei den Einzelstreckenweltmeisterschaften 2020 in Salt Lake City die Goldmedaille im Teamsprint. Ende Februar 2020 wurde er bei der Sprintweltmeisterschaft 2020 in Hamar Neunter. In der Saison 2020/21 gewann er mit jeweils einen ersten, zweiten und dritten Platz den Weltcup über 500 m und bei den Einzelstreckenweltmeisterschaften 2021 in Heerenveen die Bronzemedaille über 500 m.
Bei niederländischen Meisterschaften siegte Ntab viermal über 500 m (2017, 2018, 2019, 2020) und jeweils einmal im Mehrkampf (2017), im 2 × 500-m-Lauf (2021) und im Sprint-Mehrkampf (2018).

## Persönliche Bestzeiten
- 500 m      34,15 s (aufgestellt am 9. Dezember 2017 in Salt Lake City)
- 1000 m    1:08,39 min (aufgestellt am 28. Dezember 2020 in Heerenveen)
- 1500 m    1:50,56 min (aufgestellt am 22. März 2015 in Calgary)
- 3000 m    4:24,35 min (aufgestellt am 15. Dezember 2011 in Heerenveen)

## Weltcupsiege im Einzel
| Nr. | Datum            | Ort        | Disziplin |
| --- | ---------------- | ---------- | --------- |
| 1.  | 2. Dezember 2016 | Astana     | 500 m     |
| 2.  | 11. März 2017    | Stavanger  | 500 m     |
| 3.  | 12. März 2017    | Stavanger  | 500 m     |
| 4.  | 23. Januar 2021  | Heerenveen | 500 m     |